# Kapiszon

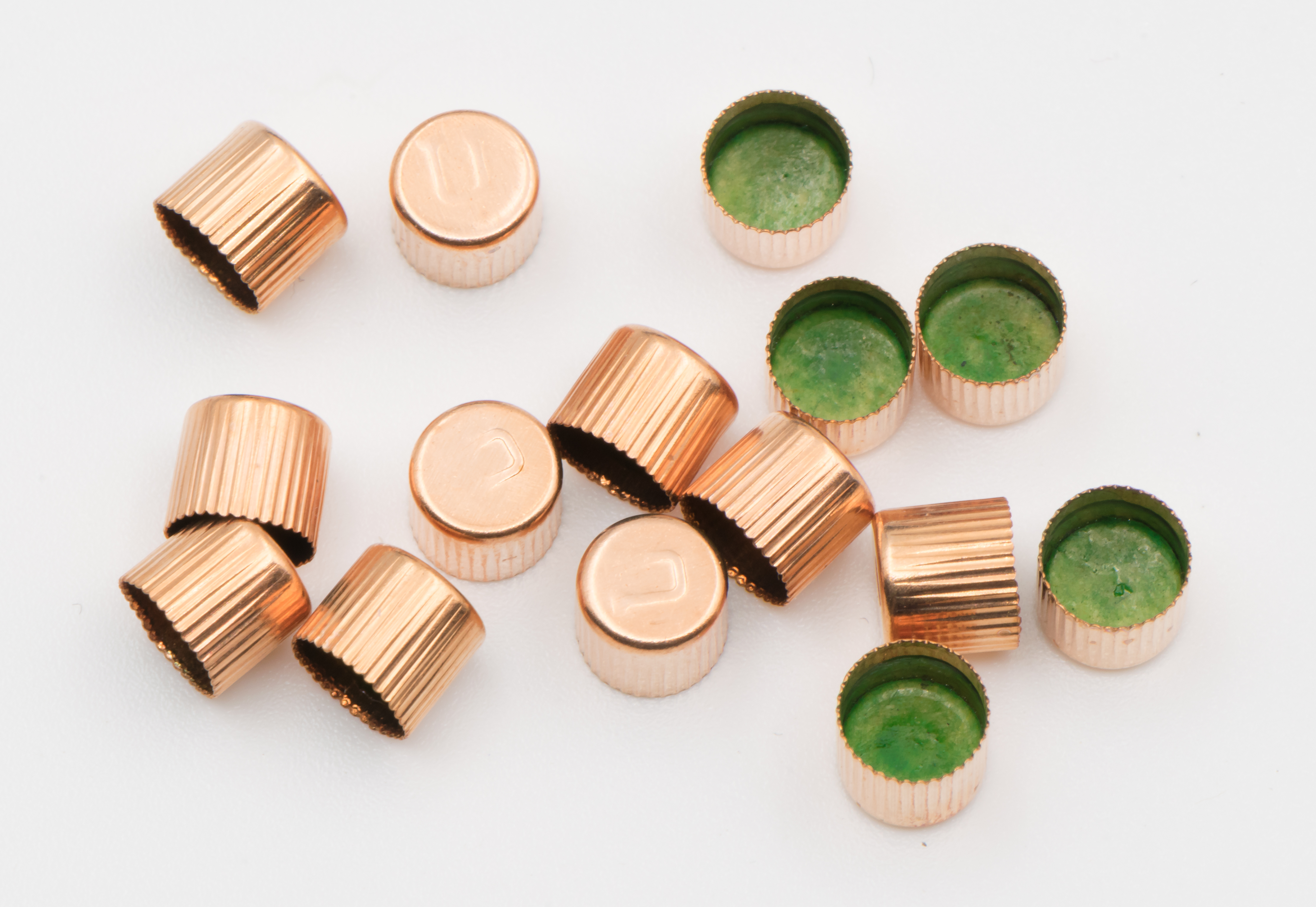
Współczesne kapiszony 4 mm stosowane w broni czarnoprochowej

Kapiszon (z fr. capuchon – kaptur) – rodzaj spłonki wykorzystywanej w dawnej broni strzeleckiej do odpalenia ładunku miotającego. Stosowany w XIX wieku w broni rozdzielnego ładowania wykorzystującej zamki kapiszonowe. 

## Charakterystyka

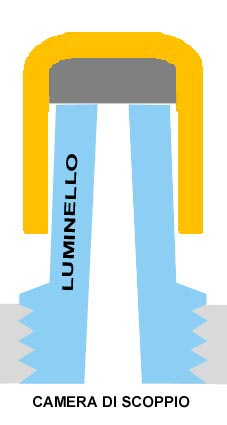
Kapiszon nałożony na kominek

Kapiszon ma formę małej miedzianej lub mosiężnej miseczki, kapturka lub dzwoneczka, posiadającego wewnątrz warstwę piorunianu rtęci wrażliwego na bodźce mechaniczne. Kapiszon nakładano na kominek w który uderzał zwolniony spustem kurek inicjując zapłon piorunianu rtęci. Następnie płomień poprzez kanał w kominku dostawał się do właściwego ładunku miotającego (prochu czarnego) w komorze nabojowej lufy karabinu lub pistoletu, doprowadzając do wystrzału.
Rzadziej stosowane były także kapiszony o odmiennej konstrukcji w formie porcji mieszaniny inicjującej naniesionej na papierową taśmę.
Kapiszony używane są także w formie papierowego krążka w zabawkach. Krążek o średnicy ok. 5 mm, z niewielką ilością wybuchowej substancji jest ładowany do specjalnego pistoletu. W momencie przyciśnięcia spustu, kapiszon jest zgniatany, a pod wpływem tego uaktywnia się substancja wybuchowa i słychać niewielki huk.